# Manon Carpenter
Manon Rose Carpenter (Caerphilly, Verenigd Koninkrijk, 11 maart 1993) is een wielrenner uit het Verenigd Koninkrijk.
Op de Wereldkampioenschappen mountainbike 2012 bereikte ze een derde plaats op het onderdeel downhill.
In 2013 werd Carpenter tweede op de Britse kampioenschappen mountainbike.
In 2014 werd ze wereldkampioene op het onderdeel downhill, en in 2015 werd ze tweede.